# Zamora (Spanje)

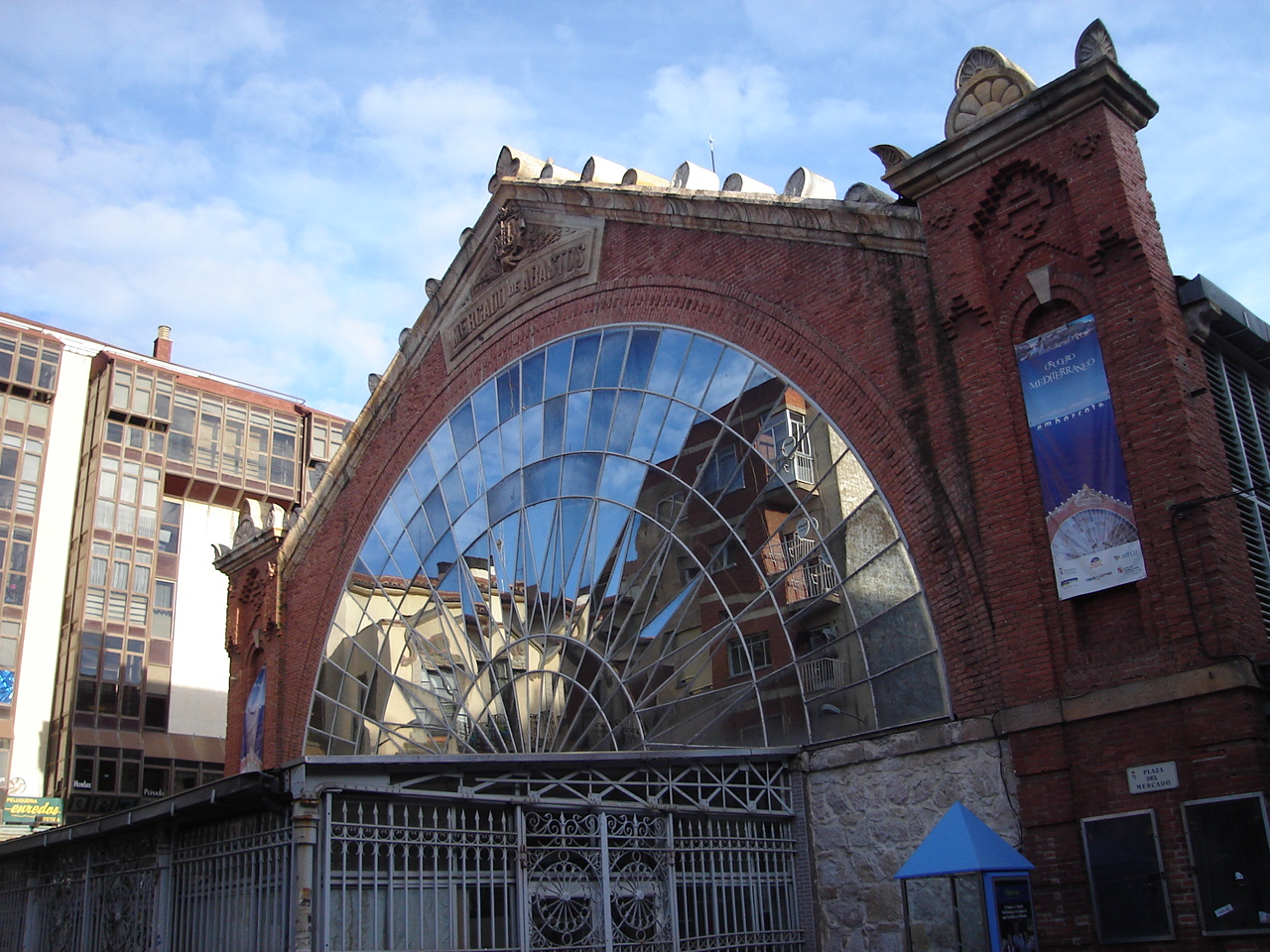
Zamora, Mercado Abastos (overdekte markt) (2008)

Zamora is een gemeente en stad in de Spaanse provincie Zamora in de regio Castilië en León met een oppervlakte van 149 km². Het ligt dicht bij Portugal en wordt doorkruist door de rivier Duero. In 2016 telde Zamora 63.217 inwoners.

## Bezienswaardigheden
- Zamora is vooral bekend om zijn romaanse kunst: de kathedraal en de 22 romaanse kerken (onder meer de iglesia de San Juan Bautista en de indrukwekkend grote iglesia de San Pedro y San Ildefonso) vormen het rijkste geheel van romaanse kunst van Spanje. De bouwwerken dateren uit de 11e, 12e en 13e eeuw, de periode waarin de stad grote economische voorspoed kende en politieke macht uitoefende. De kathedraal werd gebouwd tussen 1151 en 1174. Zijn opvallendste onderdeel is zijn schubachtig koepelgewelf van Byzantijnse invloed.

- Zamora bezit eveneens een aantal modernistische gebouwen uit het begin van de 20e eeuw. Een typisch voorbeeld is de Mercado de Abastos, een overdekte markt uit 1902.

- De parador van Zamora bevindt zich in het centrum en is gevestigd in een renaissancepaleis dat gebouwd werd op een Moorse alcazaba.

- Zamora bezit het drukst bezochte 'Museo de Semana Santa' van Spanje. De jaarlijkse viering van Pasen geniet internationale faam. In 1986 werd de viering van de Semana Santa uitgeroepen tot 'Interés Turístico Internacional'.

## Geschiedenis
Tijdens de franquistische nationaalkatholieke dictatuur (1939-1975) was Zamora bekend om zijn priestergevangenis, waar dissidente geestelijken opgesloten werden.

## Sport
- Wielrennen
  - In 1936 was Zamora de startplaats van de laatste rit van de Ronde van Spanje. Aankomstplaats was Madrid.

- - Zamora was op 26 maart 2007 de startplaats van de 22ste editie van de wielerwedstrijd Ronde van Castilië en León. Die Spaanse etappekoers werd gewonnen door de Spanjaard Alberto Contador.
- Voetbal
  - het vrouwenvoetbal bloeit: de Club Deportivo Zamarat speelt sinds 2011 in de Liga Femenina, de hoogste klasse van het damesvoetbal.
  - Zamora CF werd in 1969 opgericht en speelt in de Tercera División (Grupo VIII).

## Geboren
- Alfons IX van León (1171-1230), koning van León
- Leopoldo Alas (Clarín) (1852-1901), schrijver en journalist
- Ángel Nieto (1947-2017), motorcoureur
- Marino Alonso (1965), wielrenner
- Carlos Ramos Blanco (31 augustus 1994), voetballer

## Demografische ontwikkeling
Bron: INE; 1857-2011: volkstellingen
Opm.: Aanhechting van Carrascal (1970)
Albacete · Alicante · Almería · Ávila · Badajoz · Badalona · Barcelona · Bilbao · Burgos · Cáceres · Cádiz · Cartagena · Castelló de la Plana · Ceuta · Ciudad Real · Córdoba · A Coruña · Cuenca · Elche/Elx · Gijón · Girona · Granada · Guadalajara · L'Hospitalet de Llobregat · Huelva · Huesca · Jaén · Jerez de la Frontera · León · Lleida · Logroño · Lugo · Madrid · Málaga · Melilla · Mérida · Móstoles · Murcia · Oviedo · Ourense · Palencia · Palma · Las Palmas de Gran Canaria · Pamplona · Pontevedra · Sabadell · Salamanca · San Sebastián · Santa Cruz de Tenerife · Santander · Santiago de Compostella · Segovia · Sevilla · Soria · Tarragona · Terrassa · Teruel · Toledo · Valencia · Valladolid · Vigo · Vitoria-Gasteiz · Zamora · Zaragoza